# Suslic d'Alashan
El suslic d'Alashan (Spermophilus alashanicus) és una espècie de rosegador esciüromorf de la família dels esciúrids, que es troba a la Xina i Mongòlia.
Aquest esquirol viu a altituds de fins a 3.200 metres. El seu hàbitat natural són les estepes i els peus de les muntanyes i els prats alpins. A la Xina es pot trobar en l'hàbitat del desert. S'associa amb les espècies de plantes Amygdalus pedunculata i A. polyrrhizum.
Aquesta espècie té de 22 a 23 centímetres de llarg. És de color marró o gris amb una superfície inferior pàl·lida. La majoria dels nadons neixen al juny, amb ventrades que van d'1 a 9.